# Jugsalai
Jugsalai là một thành phố và khu đô thị của quận Purbi Singhbhum thuộc bang Jharkhand, Ấn Độ.

## Địa lý
Jugsalai có vị trí 22°46′B 86°11′Đ / 22,77°B 86,18°Đ Nó có độ cao trung bình là 140 mét (459 feet).

## Nhân khẩu
Theo điều tra dân số năm 2001 của Ấn Độ, Jugsalai có dân số 46.061 người. Phái nam chiếm 52% tổng số dân và phái nữ chiếm 48%. Jugsalai có tỷ lệ 72% biết đọc biết viết, cao hơn tỷ lệ trung bình toàn quốc là 59,5%: tỷ lệ cho phái nam là 77%, và tỷ lệ cho phái nữ là 67%. Tại Jugsalai, 13% dân số nhỏ hơn 6 tuổi.